# Allianz Suisse Open Gstaad 2006
Allianz Suisse Open Gstaad 2006 — тенісний турнір, що проходив на ґрунтових кортах у місті Гштаад, Швейцарія з 10 липня . Належав до категорії ATP International Series, був турніром серії Swiss Open Gstaad 2006 року.

## Фінальна частина

### Одиночний розряд
Рішар Гаске —  Фелісіано Лопес 7–6(7–4), 6–7(3–7), 6–3, 6–3

### Парний розряд
Їржі Новак (тенісист) /  Андрей Павел —  Марко К'юдінеллі /  Жан-Клод Шеррер 6–3, 6–1